# 俄罗斯帝国的黑黄白三色旗
俄罗斯帝国国旗或黑黄白三色旗（俄语：Чёрно-жёлто-белый флаг）是俄罗斯帝国自1858年6月11日至1896年4月29日期间使用的官方旗帜，直至沙皇尼古拉二世宣布白蓝红三色旗为国旗，但黑黄白三色旗从未被正式废除过。严格来说，其使用范围仅限于政府、行政机构和国家建筑，而个人只能升起民用的白蓝红三色旗。 

## 历史
黑黄白的颜色组合最早出现在18世纪初彼得大帝的军旗上（这面旗帜表明君主亲自登临军舰）：黄色条纹上饰有一只黑色的双头鹰，喙和鹰爪上绘有白色的四大洋地图。1726年3月11日，叶卡捷琳娜一世颁布了参议院关于制造新国徽的法令，正式指定俄罗斯帝国的国徽为“黄色背景上一只展翅的黑鹰”。 
19世纪50年代后半期，1857年6月出任俄罗斯元老院纹章部部长的伯恩哈德·卡尔·冯·科纳对俄罗斯纹章进行了大规模改革，并提出了修改俄罗斯帝国国色的建议。1858年6月11日，在科恩的倡议下，根据亚历山大二世皇帝的法令，批准了一面带有“国徽颜色”的新旗帜。新旗帜的适用范围有限：主要用于在庄严的仪式上装饰建筑物、街道和广场。白、蓝、红三色旗继续在商用和其他民用船只上飘扬，而俄罗斯帝国的大使馆和领事馆则拥有自己特殊图案的旗帜。
同年，皇帝秘书处第三厅印刷厂出版了亚历山大·彼德罗维奇·亚济科夫将军的作品《关于俄罗斯国色》，该文论证了俄罗斯国色应当与俄罗斯国徽的颜色相对应，而作者表示俄罗斯国徽的颜色是黑色、金色和白色。初步得到皇帝的批准后，这面黑黄白三色旗被称为“人民旗帜的纹章”。目前在俄罗斯史学界，这面旗帜被公认为俄罗斯帝国第一面正式批准的国旗（尽管在1858年之前，白蓝红三色旗帜才是事实上的国旗）。1865年1月1日，亚历山大二世通过法令设立了“平定1863年—1864年波兰叛乱”的勋章，其绶带颜色——黑色、金色和白色——被称为“国色”。随后，黑黄白被用来制作比薩拉比亞省和庫塔伊西省的纹章（分别于1878年和1870年获得批准）。
黑黄白三色旗帜作为官方旗帜存在了近25年。1883年4月28日亚历山大三世加冕前夕，颁布了“关于在庄严仪式上装饰建筑物的旗帜”的法令，规定只允许使用白、蓝、红三色旗来装饰建筑物。最终，根据航海部负责人阿列克谢·亚历山德罗维奇大公的报告，沙皇尼古拉二世于1896年4月29日决定“在所有情况下承认白蓝红三色国旗为国旗”。根据这一命令，1896年5月14日举行的尼古拉二世的加冕典礼上悬挂了许多白蓝红三色旗帜。其来宾被授予白蓝红丝带，贵宾被授予白蓝红丝带上的纪念章。同时，还用白、黄、黑三色的旗帜和丝带进行装饰。
19世纪末，白蓝红三色旗基本上取代了公共生活中的黑黄白三色，后者开始被视为仅代表罗曼诺夫王朝。不过，在分别于1907年和1913年颁发的“纪念罗热斯特文斯基海军上将舰队远东战役”和“纪念罗曼诺夫王朝统治300周年”奖章上，这两种颜色的绶带却是以相反的顺序并列的。尽管如此，白蓝红三色旗成为了真正的国旗，它装点集市和其他国家法定节假日的活动，甚至日俄战争时期就已出现在军队中。    
1910年5月10日，司法部批准成立了一个新委员会，由司法部副部长A·N·韦列夫金纳主持，旨在“全面并尽可能最终澄清俄罗斯国旗问题”。各部（司法部、公共教育部、皇家法院、海事部、外交部、内务部）、参议院纹章部、冬宫和皇家公共图书馆均派代表参加。各方未能达成任何共识，国旗也保持不变。